# Tigerdrottningen
Tigerdrottningen è l'undicesimo album discografico in studio del gruppo musicale rock svedese Kent, pubblicato nel 2014.

## Tracce
1. Mirage – 5:35
2. Var är vi nu? – 4:20
3. Skogarna – 3:51
4. La Belle Epoque – 3:58
5. Svart snö – 4:08
6. Allt har sin tid – 5:12
7. Innan himlen faller ner – 3:52
8. Din enda vän – 4:19
9. Godhet (con Beatrice Eli) – 4:22
10. Simmaren – 3:55
11. Den andra sidan – 5:04

## Formazione
- Joakim Berg - voce, chitarra, tastiere, piano
- Martin Sköld - basso, tastiere
- Sami Sirviö - chitarra, tastiere
- Markus Mustonen - batteria, cori, tastiere, piano